# 小塞山

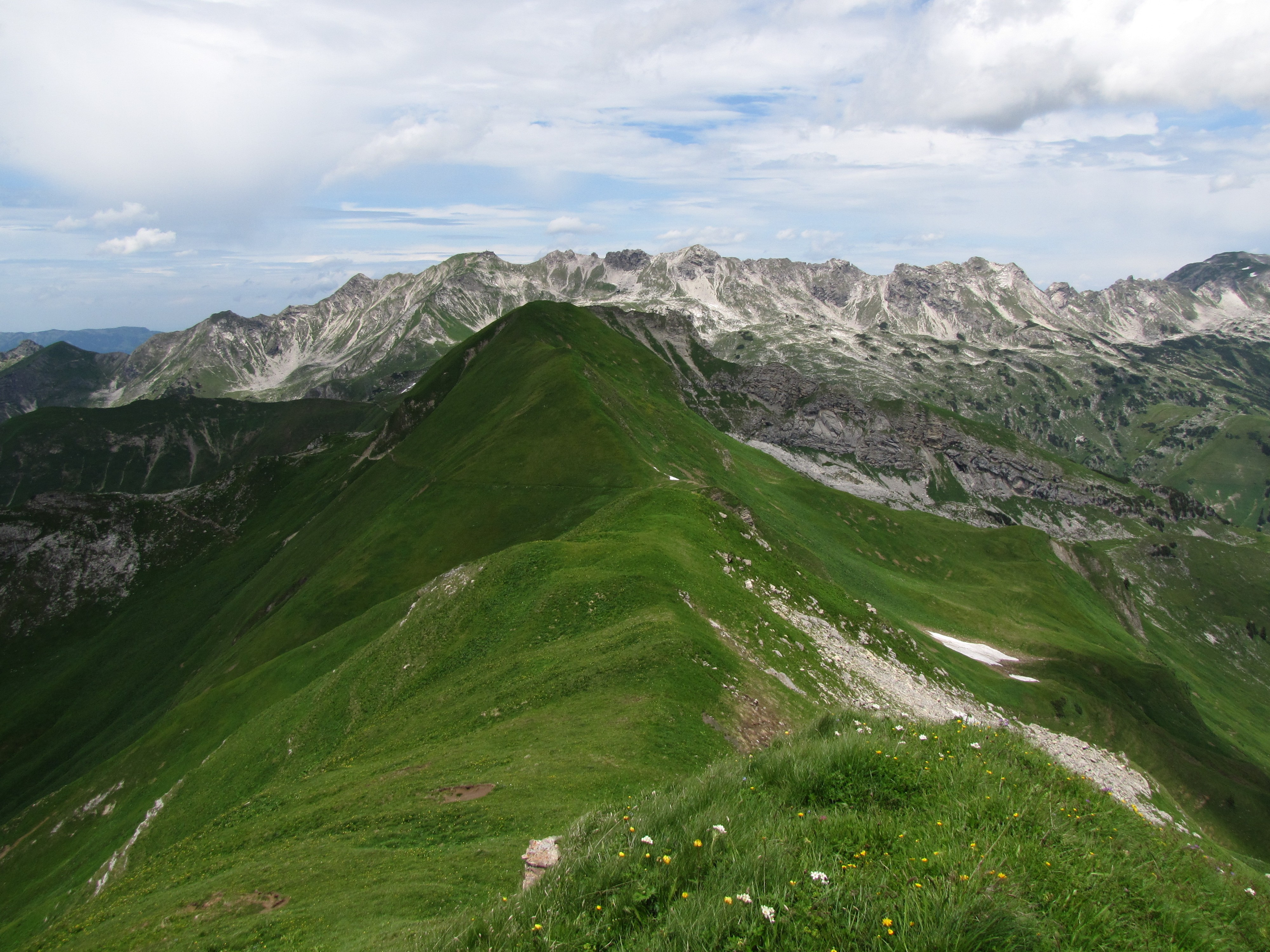

47°24′05″N 10°21′23″E / 47.40139°N 10.35639°E
小塞山（德語：Kleiner Seekopf），是德國的山峰，位於該國東南部，由巴伐利亞負責管轄，屬於阿爾高阿爾卑斯山脈的一部分，距離紹興山0.9公里，海拔高度2,096米，每年平均降雨量1,730毫米。